# Malta Files
Malta Files (englisch wörtlich für: „Maltesische Dateien“) bezeichnet Daten der maltesische Finanzbehörde (MFSA) und sind namensgebend für eine investigative Untersuchung durch den europäischen Rechercheverbund European Investigative Collaboration, die einen internationalen Finanzskandal im Mai 2017 nach sich zog. Dem Rechercheverbund wurden tausende Dokumente zugespielt, die durch verschiedene Medienhäuser ausgewertet wurden. Das Datenleck verdeutlicht Mechanismen, mit denen internationale Konzerne Steuern in Milliardenhöhe vermeiden. Nach Angaben von De Morgen entstammen dem Datenleck 150.000 vertrauliche Dokumente.
Auf Malta anfallende Gewinne werden grundsätzlich bei allen Firmen mit 35 Prozent versteuert. Bei der Ausschüttung der Gewinne an Mutterfirmen können diese jedoch 6/7 der gezahlten Steuer zurückfordern. Wenn man in Deutschland eine Dividende einer deutschen Firma erhält, darf man sogar 100 Prozent der Steuer zurückfordern, muss diese jedoch neu versteuern. Wenn ein Unternehmen auf Malta operativ tätig ist, brauchen die 6/7 aufgrund des Doppelbesteuerungsabkommens mit Deutschland nicht neu versteuert zu werden – das liegt aber immer auch im Ermessensspielraum des Finanzamtes. Es bestehen zwar erhebliche Zweifel daran, dass die beteiligten Unternehmen mehr als nur Scheingeschäfte und Briefkastenfirmen betrieben haben, allerdings beschäftigen die Unternehmen, die in den Medien genannt werden, teilweise einige hundert Mitarbeiter in Malta.
Das Leck wurde während der maltesischen EU-Ratspräsidentschaft 2017 publik. Malta nutzte die Ratspräsidentschaft, um den Kampf gegen Steuervermeidung durch noch mehr Datenaustausch auszubremsen. Dies wurde jedoch vom deutschen Finanzminister verhindert.
Nach dem Bekanntwerden der Malta Files kündigte der Finanzminister des Bundeslands Nordrhein-Westfalen, Norbert Walter-Borjans, an, maltesische Steuersünder härter zu bekämpfen, und verglich die Mittelmeerinsel mit Panama.